# Тейт, Шэрон
Шэ́рон Мари́ Тейт Пола́нски (англ. Sharon Marie Tate Polanski; 24 января 1943, Даллас, Техас — 9 августа 1969, Бенедикт-Кэньон, Лос-Анджелес, Калифорния) — американская актриса и модель. С детства участвовала в конкурсах красоты, регулярно появлялась на обложках и страницах глянцевых журналов. С начала 1960-х годов снималась в небольших ролях в развлекательных телевизионных передачах и сериалах. Дебютировала в кино в 1961 году в эпизодической роли патрицианки в библейской драме Ричарда Флейшера «Варавва» — экранизации одноимённого романа Пера Лагерквиста. Последняя завершённая картина с участием Тейт, авантюрная комедия Николаса Гесснера «12 + 1» по мотивам романа Ильфа и Петрова «Двенадцать стульев», вышла посмертно в 1969 году. Всего за восьмилетнюю экранную карьеру Тейт сыграла двенадцать разноплановых теле- и киноролей, в основном благосклонно принятых критикой. В 1968 году была номинирована на премию «Золотой глобус» за роль Дженнифер Норт в фильме «Долина кукол» (1967); на церемонии вручения премии была провозглашена одной из самых многообещающих молодых голливудских актрис года. В том же году вышла замуж за кинорежиссёра Романа Полански. Год спустя, находясь на девятом[уточнить] месяце беременности, была убита в собственном доме членами преступной коммуны («Семьи») Чарльза Мэнсона.
Через десять лет после убийства Шэрон Тейт мать актрисы — Дорис Тейт, стремясь не допустить условно-досрочного освобождения убийц, приговорённых к пожизненному заключению, возглавила общественную кампанию против «недостатков в исправительной системе штата» (англ. shortcomings in the state’s corrections system). Результатом кампании стало принятие поправок к уголовному праву штата Калифорния, предоставляющих жертвам преступлений и членам их семей возможность выступать с особым «заявлением жертвы о последствиях» во время оглашения приговора и на судебных слушаниях о досрочном освобождении заключённых преступников. Дорис Тейт первой сделала такое заявление, выступив на слушаниях об условно-досрочном освобождении одного из убийц Шэрон Тейт — Текса Уотсона. По её словам, изменения в калифорнийском законе помогли вернуть её дочери достоинство, в котором ей было отказано многие годы, и «изменить саму память о Шэрон, превратив её из жертвы убийства в символ прав [всех] жертв преступлений».

## Биография

### Детство и юность
Шэрон Тейт — старшая из трёх дочерей офицера Армии США полковника Пола Джеймса Тейта (англ. Paul James Tate; 1922—2005) и его жены Дорис Гвендолин Тейт (англ. Doris Gwendolyn Tate), урождённой Уиллетт (англ. Willett; 1924—1992). По утверждению её сестры Дебры их семья имеет английское и франко-швейцарское происхождение. Несмотря на то, что уже в полугодовалом возрасте Шэрон завоевала титул «Мисс Малышка Далласского конкурса» (англ. Miss Tiny Tot of Dallas Pageant), её родители не строили планов относительно будущей карьеры их дочери в шоу-бизнесе. Пола Тейта несколько раз повышали в звании и переводили из одной части в другую: до 1959 года его семья сменила шесть мест жительства, из-за чего Шэрон трудно было сблизиться с другими детьми. Родные считали её робкой и неуверенной в себе; позднее Тейт заметила, что многие «принимали её тогдашнюю робость за холодную отчуждённость, пока не знакомились с ней ближе».
По мере взросления Тейт окружающие всё чаще обращали внимание на её необыкновенную внешнюю привлекательность. Приняв участие в нескольких конкурсах красоты, Шэрон в 1959 году выиграла титул «Мисс Ричленд». По окончании школы девушка намеревалась изучать психиатрию в университете или принять участие в конкурсе «Мисс Вашингтон 1960», но не успела определиться с выбором, так как её отца перевели на службу в Италию. Вместе с Полом Тейтом на новое место жительства отправилась его семья. Вскоре после приезда в Верону Шэрон Тейт узнала, что успела стать местной знаменитостью благодаря публикации её фотографии в купальнике на обложке военной газеты Stars and Stripes. Она быстро сблизилась со своими новыми соучениками — студентами американской школы в Виченце; впервые в жизни у Шэрон завязались прочные дружеские отношения с ровесниками.

### Начало актёрской карьеры

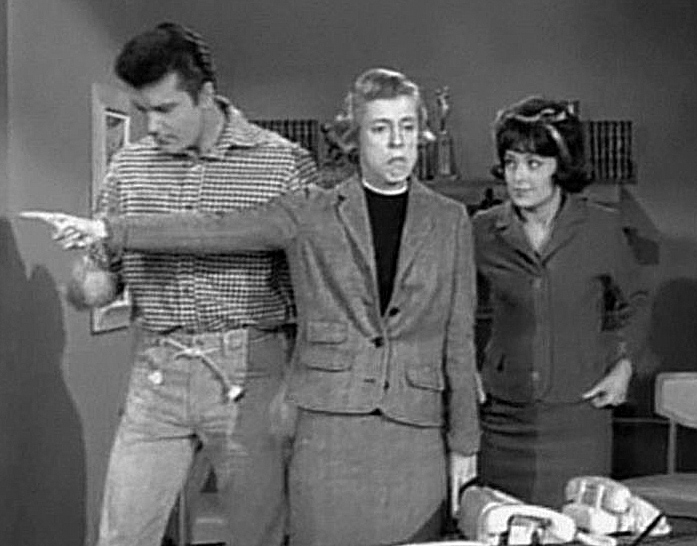
Шэрон Тейт (крайняя справа) в роли Джанет Трего в комедийном телесериале «Деревенщина в Беверли-Хиллз (телесериал)» (эпизод «Гигантский кролик», 1964). Слева — Бэр-младший, Макс и Нэнси Калп

Во время съёмок фильма «Приключения молодого человека» с участием Пола Ньюмана, Сьюзан Страсберг и Ричарда Беймера, Тейт и её друзья регулярно посещали съёмочную площадку, участвуя в массовке картины. Тогда же Беймер, сразу выделивший Шэрон из остальных статистов, несколько раз встретился с ней частным порядком в перерывах между съёмками, при этом всячески поощряя Тейт стать актрисой. В 1961 году она впервые появилась на телеэкране в музыкальной передаче с участием певца Пэта Буна, снятой в Венеции.
В том же году Тейт ещё раз приняла участие в массовке фильма «Варавва», также снимавшегося в окрестностях Вероны. Несмотря на то, что роль Шэрон была слишком незначительной, чтобы можно было судить о её артистическом таланте, внешность Тейт и её отношение к работе произвели благоприятное впечатление на актёра Джека Пэланса. Кинопробы в Риме, устроенные Пэлансом, не увенчались успехом, и Шэрон, оставив семью в Италии, вернулась в Соединённые Штаты, где под предлогом необходимости «продолжать учёбу» занялась поисками работы в кино. Через несколько месяцев Дорис Тейт, всерьёз опасавшаяся за безопасность дочери, перенесла нервный срыв, после чего Шэрон уступила уговорам родных и вернулась в Италию.
В 1962 году семья Тейт снова поселилась в США. Переехав в Лос-Анджелес, актриса связалась с агентом Ричарда Беймера Гарольдом Гефски (англ. Harold Gefsky). После первой же встречи с Тейт Гефски согласился вести дела от её имени, устроив Шэрон на работу в телевизионной и журнальной рекламе. В 1963 году Гефски представил Тейт директору кинокомпании Filmways, Inc. Мартину Рэнсохоффу, заключившему с ней семилетний контракт. В том же году актриса рассматривалась в качестве претендентки на роль Билли Джо Брэдли (англ. Billie Jo Bradley) в комедийном ситкоме канала CBS «Станция Юбка», но Рэнсохофф счёл её недостаточно уверенной в себе, и роль была отдана Джаннин Райли. Чтобы помочь Тейт набраться опыта, Рэнсохофф предоставил ей небольшие эпизоды в комедийных ситкомах «Мистер Эд» и «Деревенщина в Беверли-Хиллз», но по-прежнему не желал утвердить Шэрон на более серьёзную роль. «Мистер Рэнсохофф не хотел, чтобы публика увидела меня, пока я не была готова», — заявила Тейт в 1967 году в интервью журналу Playboy.
Около 1963 года у Шэрон Тейт возник роман с французским актёром Филиппом Форке, вскоре завершившийся помолвкой. Отношения между обручёнными, однако, были крайне неровными, и в 1964 году они разошлись.
В том же 1964 актриса познакомилась с Джеем Себрингом — бывшим моряком, сделавшим карьеру ведущего голливудского парикмахера-стилиста. Позже Шэрон Тейт сказала, что характер Джея был очень мягким, но когда Себринг предложил ей пожениться, она отказалась. По словам Тейт, замужество заставило бы её уйти из кино, тогда как она была намерена сосредоточиться именно на актёрской карьере. Себринг и Тейт были парой в 1964—1966 годах, пока Шерон не встретила Полански на съёмках фильма «Бал вампиров». После расставания они сохранили хорошие отношения и поддерживали контакт до конца жизни. Джей погиб, защищая Шерон, которая была на восьмом[уточнить] месяце беременности.

### Кинокарьера
В конце 1965 года Шэрон Тейт получила свою первую заметную роль в фильме «Глаз дьявола», с участием Дэвида Нивена, Деборы Керр и Дэвида Хеммингса.
Тейт и Себринг отправились в Лондон для подготовки к съёмкам фильма. Шэрон играла Одиль, ведьму, которая окружает таинственной властью помещика (Нивен), и его жену (Керр). Дэвид Нивен описал её как «великое открытие». В интервью Тейт сказала, что ей повезло работать с такими профессионалами в своём первом фильме. Большая часть съёмок проходила в Англии, и Джей Себринг вернулся в Лос-Анджелес. После съёмок Шэрон осталась в Лондоне, погрузившись в мир моды и ночных клубов. Примерно в это же время она встретила Романа Полански.

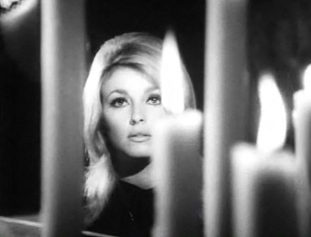
Тейт в фильме «Глаз дьявола» (1966)

Продюсерская компания «Филмуэйз» предложила Роману стать режиссёром картины «Бал вампиров». И Роман начал готовиться к съёмкам. У Шэрон Тейт был контракт с «Филмуэйз», и ей предложили участвовать в кастинге.
Сару в «Бале вампиров» Роман Полански видел совсем другой. Но едва Шэрон примерила рыжий парик и ночную рубашку, в которых должна была появиться героиня, как Роман понял: другой актрисы в этой роли ему не нужно.
Съёмочная группа отправилась в Италию. Перфекционист Полански был терпелив с неопытной Тейт и как-то сказал в интервью, что для одной сцены потребовалось семьдесят дублей, прежде чем он был доволен. В дополнение к режиссуре, Полански также сыграл одного из главных героев, простодушного молодого человека, который влюбляется в персонажа Тейт и заводит с ней роман.
Во время съёмок Полански хвалил её, и уверенность Шэрон росла. У них начались отношения, и после окончания съёмок Шэрон переехала в лондонскую квартиру Полански. Джей Себринг отправился в Лондон, где настаивал на встрече с Полански. Несмотря на то, что Себринг был опустошён, он подружился с Полански и остался ближайшим другом Шэрон. Полански позже прокомментировал, что Джей был одиноким и изолированным человеком, который видел в Шэрон и в нём самом свою семью.
Шэрон Тейт вернулась в Соединённые Штаты, чтобы сняться в фильме «Не гони волну» с Тони Кёртисом, оставив Полански в Лондоне. Тейт играла роль Малибу (этот персонаж послужил прототипом для куклы «Малибу Барби»).
По возвращении в США Полански заключил контракт с главой Paramount Pictures Робертом Эвансом на съёмки и написание сценария для фильма «Ребёнок Розмари», основанным на одноимённой книге Айры Левина. Главную роль в фильме сыграли Миа Фэрроу и Джон Кассаветис. Шэрон появилась в эпизодической роли девушки на вечеринке, однако кадры с ней не вошли в окончательную версию фильма.
В 1967 году Шэрон Тейт подписала контракт на одну из главных ролей в экранизации книги Жаклин Сюзанн «Долина кукол». Бестселлер тех времён, экранизация имела широкую огласку, и ожидалось, что такая видная роль должна поспособствовать дальнейшей карьере Шэрон. Она призналась Полански, что ей не нравится ни книга, ни сценарий. Патти Дьюк, Барбара Паркинс и Джуди Гарленд прослушивались на роли других главных героинь. Спустя несколько недель Сьюзен Хэйворд заменила Гарленд после того, как та была уволена. Режиссёр Марк Робсон был очень критически настроен по отношению к трём главным актрисам, но по словам Дьюк, большую часть своей критики направил на Тейт. Спустя время Дьюк говорила, что Робсон «постоянно относился к [Тейт] как к слабоумной, чего у неё точно не было, и она была крайне восприимчива и чувствительна к оскорблению». В свою очередь Полански позднее процитировал Робсона, который говорил ему: «Это замечательная девушка, с которой ты живёшь. У немногих актрис есть своего рода уязвимость. У неё большое будущее».

### Брак с Романом Полански
В конце 1967 года Тейт и Полански вернулись в Лондон. Они были частыми фигурами газетных и журнальных статей. Шэрон и Роман поженились в Челси, Лондон, 20 января 1968 года с широкой оглаской.
Пара вернулась в Лос-Анджелес и быстро стала частью социальной группы, которая включала некоторых из самых успешных молодых людей в киноиндустрии, в том числе Стива Маккуина, Уоррена Битти, Миа Фэрроу, Питера Селлерса, Джейн Фонду. Джей Себринг остался одним из наиболее частых спутников пары. В круг друзей Полански были включены люди, которых он знал с юности в Польше, такие как Войтек Фриковски и его возлюбленная, наследница кофейной империи Эбигейл Фолгер. Супруги переехали в дом Патти Дьюк Summit Ridge Drive в Беверли-Хиллз в начале июня 1968 года.
Летом 1968 года Тейт начала сниматься в следующем фильме, комедии «Команда разрушителей», в котором она сыграла Фрею Карлсон, невезучую шпионку, с Дином Мартином в роли Мэтта Хелма. Фильм был успешным и принёс Шэрон Тейт хорошие отзывы. Мартин отметил, что он намерен сделать ещё один фильм о Мэтте Хелме и хочет, чтобы Тейт сыграла в нём.
Примерно в это время Тейт была объявлена одной из лучших молодых актрис года. Она была номинирована на премию «Золотой глобус» за роль в фильме «Долина кукол».
В конце 1968 года Шэрон Тейт забеременела, а 15 февраля 1969 года они с Полански переехали в дом на Сьело-драйв, 10050 в Бенедикт-Кэньон, где ранее жили их друзья, Терри Мелчер и Кэндис Берген. Шэрон говорила, что это её «дом любви».
Воодушевлённая положительными отзывами, Тейт выбрала комедию «Один из тринадцати» (оригинальное название — «12 + 1») в качестве следующего фильма, как она потом объяснила, в основном из-за возможности сыграть с Орсоном Уэллсом. Полански отправился в Лондон, чтобы работать над фильмом «День дельфина». Они с Шэрон решили сдавать дом в субаренду. В марте 1969 года Фриковски и Фолгер переехали в дом на Сьело-драйв.
23 марта 1969 года Шэрон Тейт и Руди Альтобелли, владелец дома, готовились к отъезду в Европу. Во второй половине дня в доме появляется Чарльз Мэнсон, который ищет Терри Мелчера. Руди Альтобелли и друг Шэрон, фотограф иранского происхождения Шарок Хатами, отправили его прочь. В процессе судебного разбирательства в 1970 году заместитель окружного прокурора Винсент Буглиози назовёт этот инцидент как возможную причину событий 9 августа.
После завершения «Один из тринадцати» Шэрон Тейт присоединилась к Полански в Лондоне. Она позировала в их квартире фотографу Терри О’Нилу в случайных бытовых сценах. Журналист спросил Тейт в интервью в июле, верит ли она в судьбу, на что она ответила: «Конечно. Всю мою жизнь решила судьба. Я думаю, что-то более сильное, чем мы сами, решает наши судьбы. Я знаю одно — я никогда не планировала ничего, что когда-либо случалось со мной».
Ребёнок должен был родиться в конце августа 1969 года. Шэрон и Роман решили, что если это будет мальчик, его назовут Пол Ричард — в честь обоих дедушек.
Она вернулась из Лондона в Лос-Анджелес 20 июля 1969 года, решив рожать в США. А Роман остался в Лондоне: он готовился к съёмкам фильма «День дельфина». Полански должен был вернуться 17 августа, как раз к рождению ребёнка, и он попросил Фриковски и Фолгер, чтобы те остались в доме с Шэрон до его возвращения.

## Гибель

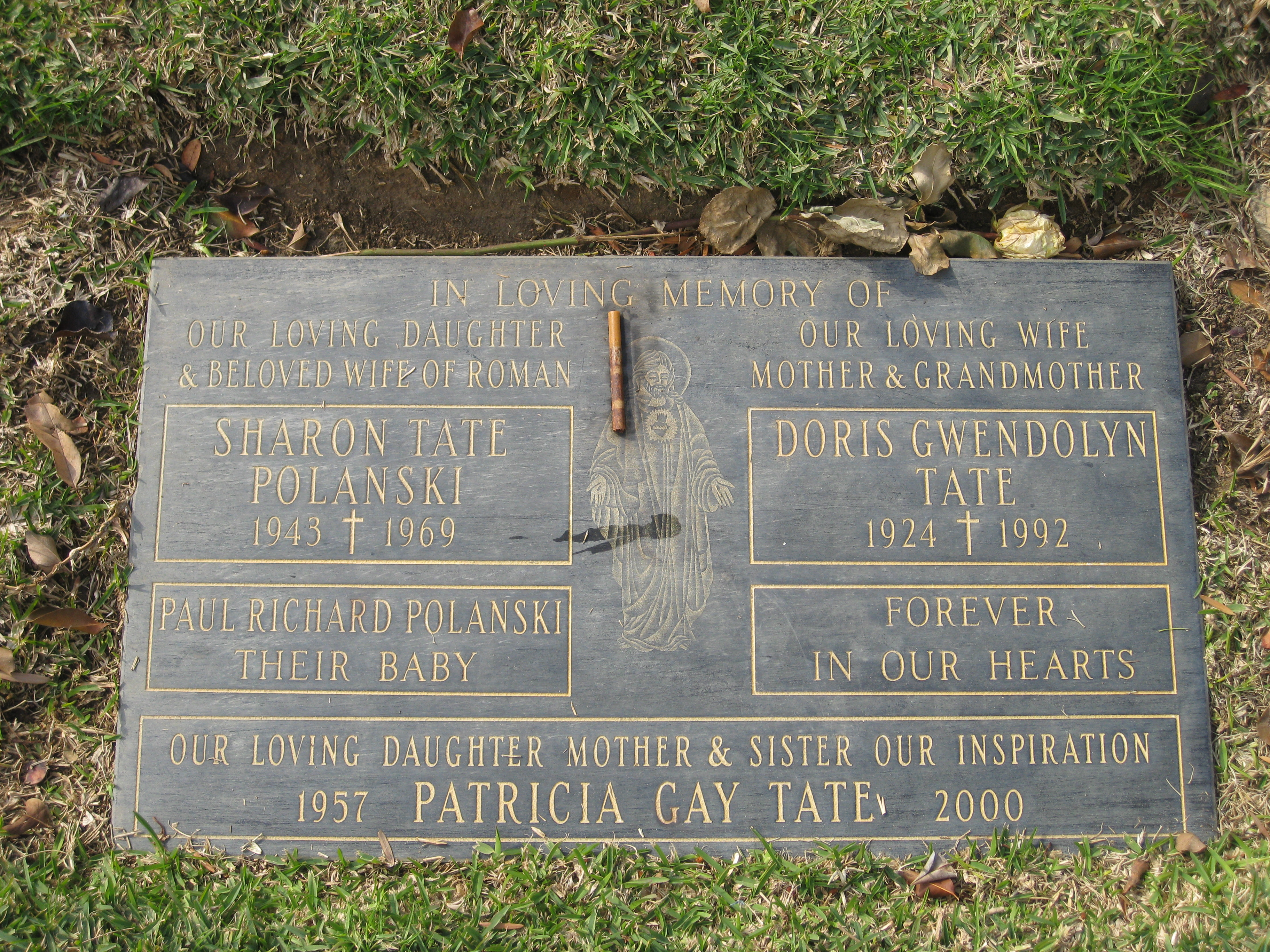
Могила Шерон Тейт на Кладбище Святого креста в Калвер-Сити

В пятницу 8 августа Роман позвонил Шэрон, чтобы сообщить о возвращении с опозданием на несколько дней. Он обещал вернуться в Лос-Анджелес в понедельник. После обеда Шэрон звонят её сестры — Дебра и Патти — и предлагают приехать к ней переночевать, чтобы той не было скучно. Шэрон отказывается. Сама того не подозревая, она тем самым спасает им жизни. Вечером Шэрон Тейт, Джей Себринг, Войтек Фриковски и Эбигейл Фолгер посетили ресторан El Coyote, вернувшись на Сьело-драйв примерно в 22:30.
В течение ночи они были убиты членами «Семьи» Чарльза Мэнсона. Их тела обнаружила на следующее утро экономка Уинифред Чепмен. Полиция прибыла на место происшествия и обнаружила тело случайной жертвы, восемнадцатилетнего Стивена Пэрента. Его застрелили в собственном автомобиле, когда он уже собирался уезжать. Внутри дома, на полу, среди растоптанных фруктов, Джей Себринг, — застрелен, лицо и руки изрезаны ножом. Джей получил семь ножевых ранений и одно огнестрельное; голова прикрыта окровавленным полотенцем, шея обвязана белой нейлоновой верёвкой. Другая верёвка была переброшена через потолочную балку — другой конец обмотан вокруг шеи Шэрон. На лужайке перед домом лежало тело Фриковски; чуть поодаль — тело Эбигейл Фолгер. Входная дверь распахнута; по нижней части чем-то, похожим на кровь, выведено слово «Pig» (свинья). Тела опознавал агент Полански Уильям Теннант. На телах всех жертв, кроме Пэрента, было очень много колото-резаных ранений. В отчёте ко́ронера о вскрытии Тейт было отмечено, что на её теле обнаружено шестнадцать ножевых ранений, пять из которых являлись смертельными. Несмотря на то, что она умоляла сохранить неродившегося ребёнка, её хладнокровно убили.
Полиция арестовала единственного оставшегося в живых — смотрителя Уильяма Гарретсона. Гарретсон жил в гостевом доме на небольшом расстоянии от дома хозяев, и оттого не сразу заметного. Он был допрошен в качестве первого подозреваемого, прошёл тест на детекторе лжи. Он сказал, что Стивен Пэрент посещал его примерно в 11:30 вечера и ушёл через несколько минут. Гарретсон также сказал, что не участвовал в убийствах, ничего не слышал и ничего не знает. Полиция приняла его объяснения, и ему разрешили уйти.
Полански был проинформирован об убийствах и вернулся в Лос-Анджелес. Полиция была не в состоянии определить мотив убийств, расспрашивала его о жене и друзьях. В среду, 13 августа, Шэрон Тейт была похоронена в закрытом гробу на кладбище Святого Креста, Калвер Сити, Калифорния, со своим ребёнком в руках. Ребёнок был посмертно назван Пол Ричард Полански.
Журнал Life написал длинную статью об убийствах и показал фотографии с места преступления. Полански дал интервью для этой статьи и позволил себя сфотографировать у входа в дом, рядом со входной дверью со словом «Pig», написанным кровью его жены. Он был сильно раскритикован за свои действия. Сам Роман утверждал, что хотел знать, кто был ответственным за это, и был готов шокировать читателей журнала в надежде, что кто-то объявится с информацией.
Повышенное внимание к жертвам привело к переизданию фильмов с Тейт, которые достигли большей популярности, чем раньше. Некоторые газеты начали рассуждать о мотивах убийства. Полански позже признался, что в первые месяцы после убийства он подозревал своих друзей, и его паранойя утихла только тогда, когда убийцы были арестованы.
Газеты утверждали, что многие голливудские звёзды в спешке уезжали из города, а другие установили системы безопасности в своих домах. Писатель Доминик Данн позже вспоминал о напряжённости:

Волны шока, которые прошли через город, задели всех. Люди были убеждены, что богатые и знаменитые в опасности. Детей увозили из города. Были наняты охранники. Стив Маккуин взял пистолет, когда пошёл на похороны Джея Себринга.
В сентябре 1969 года члены «Семьи» Мэнсона были арестованы по другим обвинениям, что в конечном итоге привело к прорыву по делу Тейт. Они объяснили, что причиной для убийства была не личность жертв, а дом по тому адресу, который ранее был сдан в аренду продюсеру Терри Мелчеру, знакомому с Мэнсоном. В 1994 году дом был снесён. На его месте был построен новый с адресом, изменённым на Сьело-драйв, 10066.

## Характер и публичный образ
У Тейт была привычка ходить на публике босиком, и когда она ходила в рестораны с правилом «без обуви — без обслуживания», она надевала резинку на лодыжки, притворяясь, что носит сандалии. Эта её черта была показана в фильме «Однажды в Голливуде».

## В популярной культуре
В 2009 году американский художник Джереми Кеньон Локьер Корбелл представил выставку ICON: Life Love & Style of Sharon Tate в честь 40-летия смерти Тейт. По благословению семьи Тейт, Корбелл создал историческую художественную выставку из 350 предметов, посвящённых стилю и жизни Тейт. Презентация, основанная на искусстве и моде, продемонстрировала образы гардероба Тейт от таких дизайнеров, как Кристиан Диор, Теа Портер, Осси Кларк и Ив Сен-Лоран.
В 2014 году вышла книга сестры Тейт, Деборы Sharon Tate: Recollection.
- В 2016 году роль Шэрон Тейт исполнила Кэти Кэссиди в фильме ужасов «Волки у двери[англ.]», основанном на убийствах «Семьи» Мэнсона.
- В 2017 году роль Тейт исполнила Рэйчел Робертс в седьмом сезоне «Американской истории ужасов».
- В фильме 2018 года «Чарли говорит[англ.]» роль Тейт исполнила Грейс Ван Дин.
- В том же 2018 году режиссёр Дэниэл Фаррандс подтвердил, что работает над фильмом под названием «Призраки Шэрон Тейт», где Хилари Дафф играет главную героиню[28]. Фильм вышел в прокат 5 апреля 2019.
- Марго Робби сыграла роль Тейт в фильме Квентина Тарантино 2019 года «Однажды в Голливуде», частично основанном на истории убийств «Семьи» Мэнсона[29]. В 2021 году Тарантино издал одноимённый роман, написанный на основе фильма. В нём Тейт играет ещё более важную роль[30].

Тейт упоминается в строках песни The Jim Carroll Band «It’s Too Late». В её честь была названа панк-группа Sharon Tate’s Baby (1987—1993).

## Фильмография
| Год       |   | Русское название               | Оригинальное название                 | Роль                                       |
| --------- | - | ------------------------------ | ------------------------------------- | ------------------------------------------ |
| 1961      | ф | Варавва                        | Barabbas                              | патрицианка на арене (в титрах не указана) |
| 1962      | ф | Приключения молодого Хемингуэя | Hemingway’s Adventures of a Young Man | королева бурлеска                          |
| 1963      | с | Мистер Эд                      | Mister Ed                             | телефонный оператор                        |
| 1963—1965 | с | Деревенщина в Беверли-Хиллз    | The Beverly Hillbillies               | Джанет Трего                               |
| 1964      | ф | Американизация Эмили           | The Americanization of Emily          | красивая девушка                           |
| 1965      | с | Агенты А.Н.К.Л.                | The Man from U.N.C.L.E.               | терапевт                                   |
| 1966      | ф | Глаз дьявола                   | Eye of the Devil                      | Одиллия де Керей                           |
| 1967      | ф | Не гони волну                  | Don’t Make Waves                      | Малибу                                     |
| 1967      | ф | Бал вампиров                   | Dance of the Vampires                 | Сара Шагал                                 |
| 1967      | ф | Долина кукол                   | Valley of the Dolls                   | Дженнифер Норт                             |
| 1968      | ф | Команда разрушителей           | The Wrecking Crew                     | Фрея Карлсон                               |
| 1969      | ф | Один из тринадцати             | 12+1 (The Thirteen Chairs)            | Пат (последняя роль)                       |

### Фильмы о Шэрон Тейт
- 2004 — Хелтер Скелтер (ТВ)
- 2019 — Призраки Шэрон Тейт[32]
- 2019 — Однажды в Голливуде

## Номинации
| Год  | Награда        | Категория            | Работа       | Результат |
| ---- | -------------- | -------------------- | ------------ | --------- |
| 1968 | Золотой глобус | Лучший дебют актрисы | Долина кукол | Номинация |